# Amphipyra cupreata
Amphipyra cupreata là một loài bướm đêm trong họ Noctuidae.